# Дванадцятий (фільм 2017)
Дванадцятий (норв.  Den 12. mann) – фільм режисера Гаральда Цварта, знятий за мотивами книги «Ян Баалсруд і ті, хто його врятував», написаної Торе Хаугом та Астрід Карлсен Скотт. Вперше представлений  25 грудня 2017 року.

## Сюжет
Фільм висвітлює історію невдалої операції «Мартін», яка проводилась союзниками під час Другої світової війни. 
Диверсійна група з 12-ти учасників норвезького руху опору після підготовки у Британії прибула до окупованої нацистами Норвегії. Їх завданням було знищення диспетчерської вежі на аеродромі та встановлення зв’язку із норвезьким підпіллям. Але інформація щодо зв’язку виявилася застарілою і група потрапила у засідку. Одинадцять бійців були взяті німцями у полон при спробі врятуватися з пошкодженого судна. Одному з бійців, Яну Баалсруду, вдалося втекти, але під час переслідування він отримує поранення та обморожує ногу. 
На шляху до порятунку йому, ризикуючи власним життям, допомагали місцеві жителі. 
Зважаючи на несприятливі погодні умови та переслідування нацистів під керівництвом Курта Штага, очільника гестапо у Тромсе, Баалсруда протягом тривалого часу переховували на фермі, у рибацькому будинку, віддаленій печері.
Зрештою Баалсруд, який вже став для норвежців символом спротиву, перетинає кордон нейтральної Швеції, звідки дістається Британії. 
До кінця свого життя він був вдячний тим, хто рятував його, вважаючи цих людей справжніми героями.

## Сприйняття
Фільм отримав переважно схвальні відгуки. Видання Variety, зокрема,  звертає увагу на тонку акторську гру, першокласні технічні і дизайнерські рішення та чудову музику.

## Відзнаки та нагороди
На Норвезькому міжнародному кінофестивалі у 2018 році фільм був відзначений кінопремією «Аманда» у категоріях:
- «Найкращі візуальні ефекти»;

- «Найкраще звукове оформлення».

Також фільм отримав приз глядацьких симпатій.
На Міжнародному кінофестивалі «Шовковий шлях» фільм переміг у категорії «Найкращий повнометражний фільм».
На кінофестивалі у Тронхеймі став переможцем категорії «Найкраще звукове оформлення» (2018).